# Armand-Jules de Rohan-Guémené
Armand-Jules de Rohan-Guémené (Parigi, 10 febbraio 1695 – Saverne, 28 agosto 1762) è stato un arcivescovo cattolico francese.

## Biografia
Principe di Guéméné e pari di Francia, Armand-Jules de Rohan-Guémené era il quindicesimo dei figli di Charles III de Rohan-Guéméné, principe di Guéméné e duca di Montbazon, e della sua seconda moglie Charlotte-Elisabeth de Cochefilet (1657-1719), figlia di Charles de Cochefilet, conte di Vauvineux e di Françoise-Angélique d'Aubry.
Ammesso nel capitolo della cattedrale di Strasburgo, ricevette in commenda l'abbazia di Gard nel 1715, oltre a quella di Gorze nel 1722. Il 22 giugno 1722 venne nominato arcivescovo di Reims e venne confermato dalla Santa Sede il 6 luglio successivo, ottenendo la consacrazione episcopale il 23 agosto dal cardinale Armand I de Rohan de Soubise, coadiuvato dai vescovi Jean-Joseph Languet de Gergy e François-Firmin Trudaine. Il 25 ottobre 1722 ebbe l'onore di incoronare Luigi XV a re di Francia, ruolo che come da tradizione veniva riservato appunto all'arcivescovo di Reims.
Egli si prodigò largamente all'interno della propria diocesi a favore dell'accettazione della bolla papale Unigenitus ma ebbe non pochi contrasti con il parlamento di Parigi. Fu spesso assente dalla diocesi ed esercitò il proprio potere soprattutto con delega ai suoi vicari. Nel 1759 pubblicò un nuovo breviario da adottarsi sul territorio di sua giurisdizione episcopale. Per lui eseguì un famoso ritratto il pittore di corte Hyacinthe Rigaud.
Morì nel 1762 a Saverne.

## Genealogia episcopale
La genealogia episcopale è:
- Cardinale Guillaume d'Estouteville, O.S.B.Clun.
- Papa Sisto IV
- Papa Giulio II
- Cardinale Raffaele Sansone Riario
- Papa Leone X
- Papa Paolo III
- Cardinale Francesco Pisani
- Cardinale Alfonso Gesualdo di Conza
- Papa Clemente VIII
- Cardinale Pietro Aldobrandini
- Cardinale Laudivio Zacchia
- Cardinale Antonio Barberini, O.F.M.Cap.
- Cardinale Marcantonio Franciotti
- Cardinale Giambattista Spada
- Cardinale Carlo Pio di Savoia
- Arcivescovo Ercole Visconti
- Cardinale Wilhelm Egon von Fürstenberg
- Cardinale Armand-Gaston-Maximilien de Rohan de Soubise
- Arcivescovo Armand-Jules de Rohan-Guémené

## Araldica
|  | Armand-Jules de Rohan-Guémené Arcivescovo di Reims e Pari di Francia, Primate della Gallia Belgica, Commendatore dell'Ordine dello Spirito Santo Inquartato: nel 1º e nel 4º di rosso alle catene d'oro posta in orlo, in croce e in diagonale, caricate in cuore di uno smeraldo al naturale (Navarra); nel 2º e nel 3º d'azzurro a tre gigli d'oro (Francia); sul tutto, partito: nel 1º i rosso a nove losanghe d'oro poste 3, 3, 3 (Rohan), nel 2º ermellinato (Bretagna). Lo scudo, accollato a una croce astile patriarcale d'oro, posta in palo, è timbrato da un cappello con cordoni e nappe di verde. Le nappe, in numero di trenta, sono disposte quindici per parte, in cinque ordini di 1, 2, 3, 4, 5.'' |